# Glenea flavicornis
Glenea flavicornis là một loài bọ cánh cứng trong họ Cerambycidae.